# Aeolus Yixuan
Aeolus Yixuan — компактный автомобиль, выпускаемый компанией Dongfeng с 2019 года.

## Описание
Впервые Aeolus Yixuan был представлен в 2018 году на Шанхайском автосалоне. Сборка началась 9 сентября 2019 года.
Автомобиль оснащается 1,0-литровым рядным трёхцилиндровым двигателем с турбонаддувом мощностью 125 л. с. и крутящим моментом 196 Н·м или же 1,5-литровым четырёхцилиндровым бензиновым двигателем мощностью 147 л. с. и крутящим моментом 230 Н·м.

### Технические характеристики
| Модель               | ДВС/Электродвигатель          | Мощность                            | Крутящий момент              | Расход топлива |
| -------------------- | ----------------------------- | ----------------------------------- | ---------------------------- | -------------- |
| 200T                 | 1.0 л (999 см3) DFMC10TDS I3  | 92 кВт (125 л. с.) при 5500 об/мин  | 196 Н⋅м при 1500—4500 об/мин | 5,6 л/100 км   |
| Mach Edition (NA)    | 1.5 л (1496 см3) DFMC15DR I4  | 92 кВт (125 л. с.) при 5500 об/мин  | 196 Н⋅м при 1500—4500 об/мин | 5,99 л/100 км  |
| 230T                 | 1.5 л (1460 см3) DFMA15T I4   | 110 кВт (150 л. с.) при 5500 об/мин | 230 Н⋅м при 1800—4000 об/мин | 6,24 л/100 км  |
| Mach Edition (Turbo) | 1.5 л (1476 см3) DFMC15TP1 I4 | 145 кВт (197 л. с.) при 6000 об/мин | 300 Н⋅м при 2000—4000 об/мин | 6,13 л/100 км  |
| EV                   | Синхронный электродвигатель   | 120 кВт (163 л. с.)                 | 260 Н⋅м                      | —              |

### Aeolus Yixuan Knight
Aeolus Yixuan Knight является спортивным вариантом Yixuan. Выпускается в комплектациях 230T automatic dazzling shining knight, 230T automatic cool shining knight, 230T automatic dazzling knight и 230T automatic cool knight.
- Вид спереди
- Вид сзади

### Aeolus Yixuan EV
Aeolus Yixuan EV дебютировал в сентябре 2019 года. Является электромобилем на базе Aeolus Yixuan с аккумулятором ёмкостью 47,7 кВт⋅ч, что обеспечивает запас хода 400 км по циклу NEDC. Модель приводится в движение электродвигателем мощностью 120 кВт (160 л. с.).
- Вид спереди
- Вид сзади

### Aeolus Yixuan CTCC
Aeolus Yixuan CTCC является гоночным автомобилем на той же платформе CMP.
- Вид спереди
- Вид сзади

### Aeolus Yixuan Mach Edition
Aeolus Yixuan Mach Edition продаётся наряду с оригинальным Yixuan. Он оснащён 1,5-литровым бензиновым двигателем DFMC15DR мощностью 92 кВт (123 л. с.; 125 л.с.) при 6000 об /мин и крутящим моментом 158 Н⋅м при 4500 об/мин.